# Naturtheater Grötzingen
Koordinaten: 48° 37′ 20,3″ N, 9° 15′ 58,1″ O

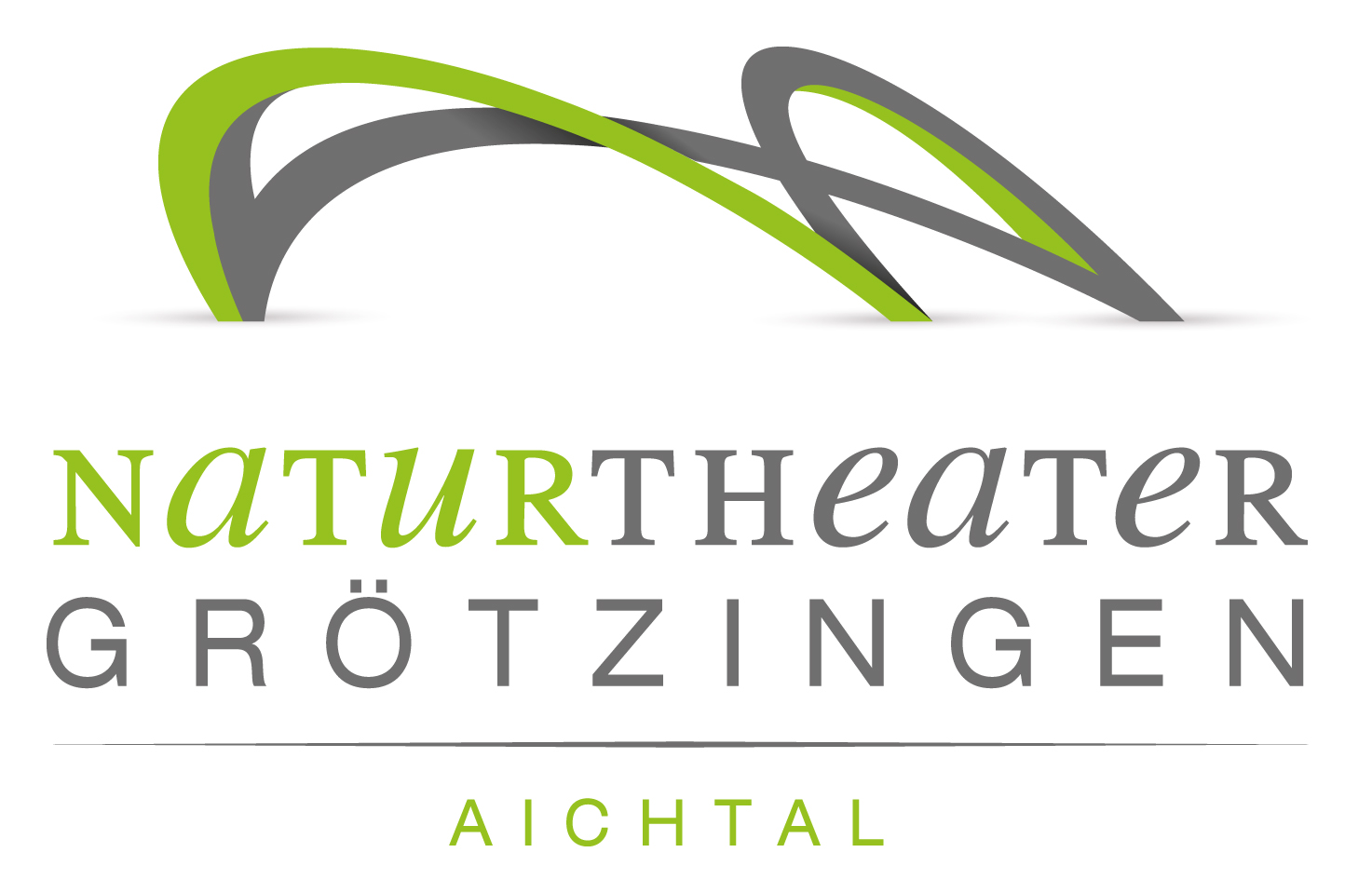
Aktuelles Logo

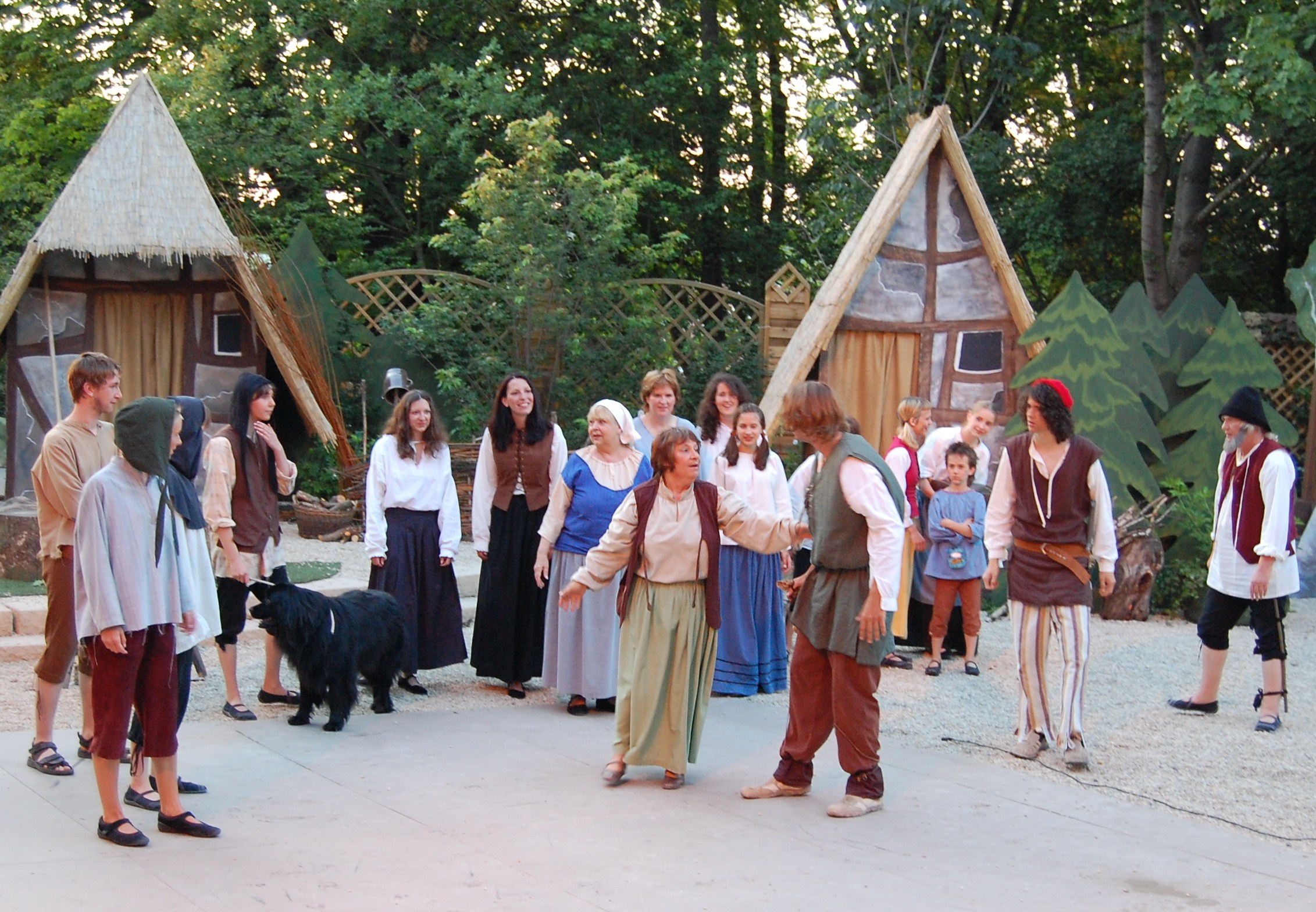
Szene aus der Inszenierung von Robin Hood im Jahr 2007.

Das Naturtheater Grötzingen ist eine Freilichtbühne im Stadtteil Grötzingen der baden-württembergischen Stadt Aichtal. Die 1954 auf dem sogenannten Galgenberg errichtete Bühne wird heute hauptsächlich für Amateurtheaterinszenierungen genutzt und bietet überdachten Platz für 885 Zuschauer.

## Geschichte
Erbaut wurde das Naturtheater 1954 für eine Aufführung des vom damaligen Stadtpfarrer Hans Mistele geschriebenen Heimatspiels Die Grötzinger Kanonen anlässlich der 650-Jahr-Feier der damals noch eigenständigen Stadt Grötzingen. Von nun an wurden in Abständen von zwei bis fünf Jahren von theaterbegeisterten Grötzinger Bürgern Volksstücke zur Aufführung gebracht. Um einen kontinuierlichen, jährlichen Spielbetrieb zu ermöglichen, wurde 1970 als Trägerverein die Kulturgemeinschaft Naturtheater Grötzingen e. V. gegründet. Von nun an wurde die Freilichtbühne jährlich bespielt, ab 1972 sogar mit zwei verschiedenen Inszenierungen: Als eine der ersten Freilichtbühnen in Baden-Württemberg nahmen die Grötzinger ein eigenes Kinderstück mit ins Programm auf.
1978 machte man sich ein Stück weit von den Unbilden des Wetters unabhängig, indem man für die Zuschauertribünen eine Überdachung schaffte: Von nun an fanden 850 Personen einen regengeschützten Sitzplatz.
Von 1983 bis 2002 war das Naturtheater eng beteiligt an den in diesen Jahren ausgerichteten Theatertagen in Aichtal. Enge Beziehungen bestehen zu einer Theatergruppe in der ungarischen Stadt Sümeg, der Partnerstadt Aichtals.
Im Frühjahr 2017 wurde der Zuschauerraum komplett erneuert und die Holzbänke durch komfortable Einzelsitze ersetzt.

## Architektur

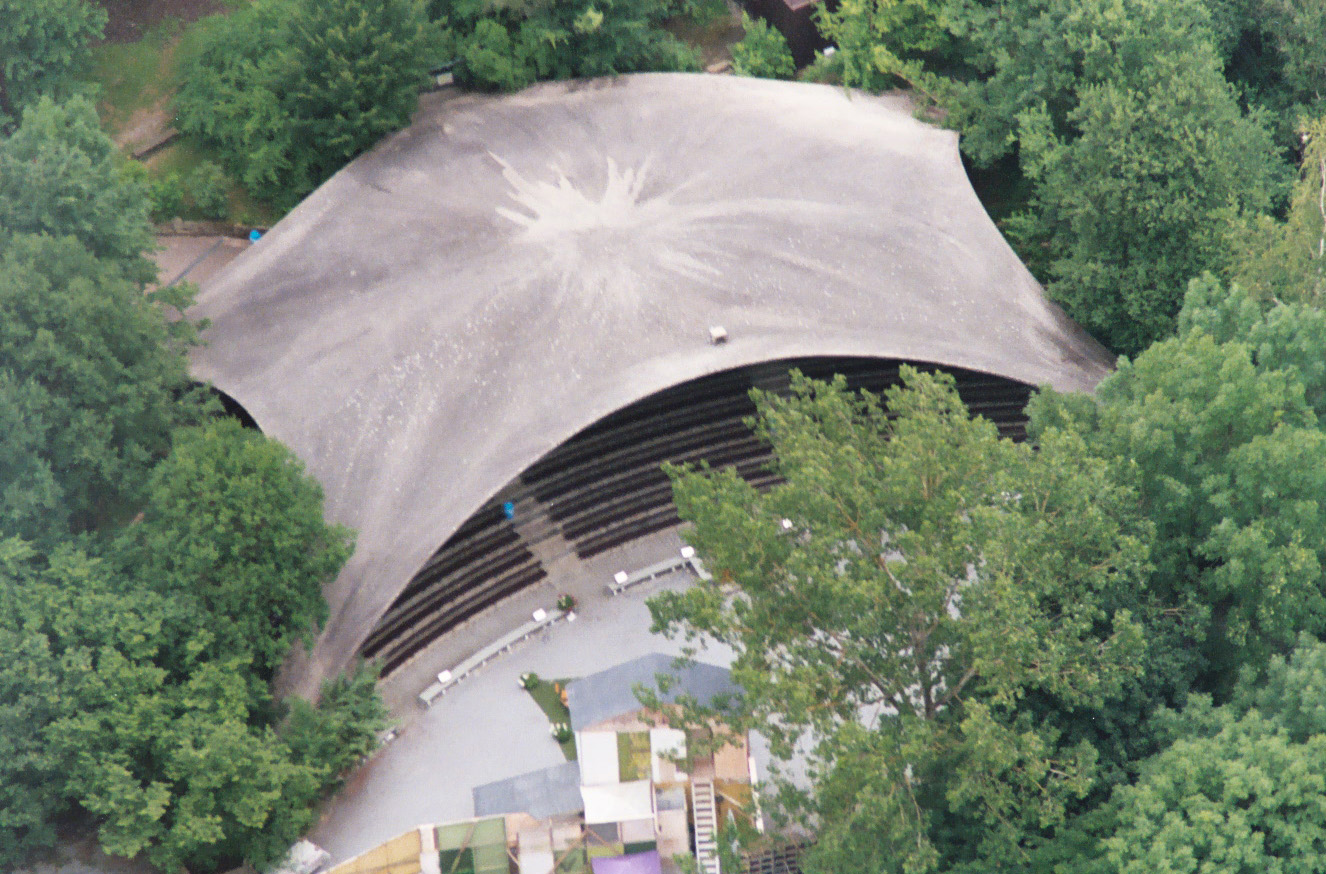
Das Naturtheater Grötzingen aus der Vogelperspektive

Eine Besonderheit des Naturtheaters Grötzingen ist die weitgespannte Betonabdeckung des Zuschauerraums. Bei einem Betonschalengewicht von 220 Tonnen überdeckt diese mit Spannweiten von 42 und 27 Metern eine Fläche von 650 m². Die Schale, die nach allen Seiten zur Natur geöffnet ist, begünstigt durch ihre Form die Sprachverständlichkeit der Schauspieler und ist so konzipiert, dass bei Regen keine Tropfgeräusche zu hören sind. Architekt der Zuschauerhalle war Michael Balz, Tragwerksplaner war der Schalenexperte Heinz Isler, als Bauherr fungierte die Kulturgemeinschaft Naturtheater Grötzingen e. V.

## Bisherige Inszenierungen
Nachdem in den Anfangsjahren nur die Stücke des Grötzinger Stadtpfarrers Hans Mistele gespielt worden waren, öffnete sich das Naturtheater ab 1963 auch anderen Autoren. Der am häufigsten auftauchende Autorenname auf dem Spielplan ist (vor allem in den 1970er Jahren) Paul Wanner, dessen Stücke insgesamt zwölfmal in Grötzingen zur Aufführung kamen.
| Erwachsenenstück                                | Autor                                        | Spieljahr | Kinderstück                                           | Autor                                      |
| ----------------------------------------------- | -------------------------------------------- | --------- | ----------------------------------------------------- | ------------------------------------------ |
| Die Schatzinsel                                 | Christian Müller nach Robert Louis Stevenson | 2025      | Pippi auf den 7 Meeren                                | Astrid Lindgren                            |
| Der Glöckner von Notre Dame                     | Victor Hugo                                  | 2024      | Emil und die Detektive                                | Erich Kästner                              |
| Sherlock Holmes – Tod im Nebel                  | Jürgen von Bülow                             | 2023      | Der gestiefelte Kater                                 | Kerstin Schürmann nach den Gebrüdern Grimm |
| Ein Sommernachtstraum                           | William Shakespeare                          | 2022      | Die kleine Hexe                                       | Otfried Preußler                           |
| Robin Hood                                      | Thomas Finn, Volker Ullmann                  | 2021      | Robin Hood                                            | Thomas Finn, Volker Ullmann                |
| Romeo und Julia                                 | William Shakespeare                          | 2019      | Ronja Räubertochter                                   | Astrid Lindgren                            |
| Der Mann mit der eisernen Maske                 | Roland Mörchen, Volker Ullmann               | 2018      | Das Dschungelbuch                                     | Cornelius Demming                          |
| In 80 Tagen um die Welt                         | Claus Martin                                 | 2017      | Der Froschkönig                                       | Marcus Helm                                |
| Die Päpstin                                     | Donna Woolfolk Cross                         | 2016      | Herr der Diebe                                        | Cornelia Funke                             |
| Der tolle Tag                                   | Beaumarchais                                 | 2015      | Pinocchio                                             | Walter Edelmann                            |
| Ladykillers                                     | Elke Körver und Maria Caleita                | 2014      | Die kleine Hexe                                       | Otfried Preußler                           |
| Der Besuch der alten Dame                       | Friedrich Dürrenmatt                         | 2013      | Schneewittchen                                        | Kerstin Schürmann nach den Gebrüdern Grimm |
| Der Graf von Monte Christo                      | Alexandre Dumas                              | 2012      | Der Räuber Hotzenplotz                                | Otfried Preußler                           |
| Der eingebildete Kranke                         | Molière                                      | 2011      | Der kleine Vampir                                     |                                            |
| Das Wirtshaus im Spessart                       | Kurt Hoffmann                                | 2010      | Der kleine Muck                                       |                                            |
| D’Artagnans Tochter und die 3 Musketiere        | Thomas Finn, Volker Ullmann                  | 2009      | Pippi Langstrumpf                                     | Astrid Lindgren                            |
| Dracula                                         | Dieter Lammerding                            | 2008      | Das tapfere Schneiderlein                             | Jan Aust                                   |
| Robin Hood                                      | Thomas Finn, Volker Ullmann                  | 2007      | Aschenputtel                                          | Horst Arenthold                            |
| Die Herde des Don Camillo                       | Gerold Theobalt                              | 2006      | Aladin und die Wunderlampe                            | Jan Aust                                   |
| Don Quijote                                     | Curt Werner, Max Oettl                       | 2005      | Jim Knopf, Lukas der Lokomotivführer und die wilde 13 | Michael Ende                               |
| Ein Sommernachtstraum                           | William Shakespeare                          | 2004      | Der Zauberer von Oz                                   | Lyman Frank Baum                           |
| Im weißen Rößl                                  | Ralph Benatzky                               | 2003      | Der gestiefelte Kater                                 | Kurt Rupli                                 |
| Don Camillo und Peppone                         | Gerold Theobalt                              | 2002      | Pinocchio                                             | Walter Edelmann                            |
| Einen Jux will er sich machen                   | Johann Nestroy                               | 2001      | Peter Pan                                             | James Matthew Barrie                       |
| Ein närrischer Tag                              | Horst Sieger                                 | 2000      | Das Dschungelbuch                                     | Utz Thorweihe                              |
| Die venezianischen Abenteuer des Herrn Casanova | Curt Werner                                  | 1999      | Die kleine Hexe                                       | Otfried Preußler                           |
| D’Artagnan und die drei Musketiere              | Curt Werner                                  | 1998      | Alice im Wunderland                                   | Peter Jahreis                              |
| Das Wirtshaus im Spessart                       | Kurt Hoffmann                                | 1997      | Ronja Räubertochter                                   | Astrid Lindgren                            |
| Das schwäbische Paradies                        | Manfred Eichhorn                             | 1996      | Pippi Langstrumpf                                     | Astrid Lindgren                            |
| Der verkaufte Großvater                         | Anton Harnik                                 | 1995      | Michel in der Suppenschüssel                          | Astrid Lindgren                            |
| Die Kanonen von Grötzingen                      | Jörg Ehni                                    | 1994      | Räuber Hotzenplotz                                    | Otfried Preußler                           |
| Der Bauer als Millionär                         | Ferdinand Raimund                            | 1993      | Die Abenteuer des Kalif Storch                        | Fleckenstein / Heeg                        |
| Ein Dorf ohne Männer                            | Ödön von Horváth                             | 1992      | Das Dschungelbuch                                     | nach Rudyard Kipling                       |
| Schwäbisches Heiratskarussell                   | Paul Wanner                                  | 1991      | Jim Knopf und die Wilde 13                            | Michael Ende                               |
| Die lustigen Weiber von Grötzingen              | nach Shakespeare                             | 1990      | Jim Knopf und Lukas der Lokomotivführer               | Michael Ende                               |
| Kleider machen Leute                            | Paul Wanner                                  | 1989      | Aladin und die Wunderlampe                            | Astrid Windorf                             |
| Der fröhliche Weinberg                          | Carl Zuckmayer                               | 1988      | Max und Moritz                                        | nach Wilhelm Busch                         |
| Kater Lampe                                     | Emil Rosenow                                 | 1987      | Der Teufel mit den drei goldenen Haaren               | nach den Gebrüdern Grimm                   |
| Zwischen Himmelsblau und Galgenstrick           | Jörg Ehni, Martin Selge                      | 1986      | Die kleine Hexe                                       | Otfried Preußler                           |
| Die Heiratsvermittlerin                         | Thornton Wilder                              | 1985      | Stokkerlok und Millipilli                             | Hachfeld / Ludwig                          |
| Lumpazivagabundus                               | Johann Nestroy                               | 1984      | Pippi Langstrumpf                                     | Astrid Lindgren                            |
| Schneider Wibbel                                | Hans Müller-Schlösser                        | 1983      | Das tapfere Schneiderlein                             | von Kaulla                                 |
| Das Wirtshaus im Spessart                       | Kurt Hoffmann                                | 1982      | Zwerg Nase                                            | von Kaulla                                 |
| Die Altweibermühle                              | Paul Wanner                                  | 1981      | Der Prinz und der Bettelknabe                         | von Kaulla                                 |
| Der fröhliche Weinberg                          | Carl Zuckmayer                               | 1980      | Die kleine Hexe                                       | Otfried Preußler                           |
| Der Schneider von Ulm                           | Paul Wanner                                  | 1979      | Pinocchio                                             | Carlo Collodi                              |
| D’r Franzosafeiertag                            | Willy Baur                                   | 1978      | Besenbinders Gretel und der Königssohn                | Herbert Kranz                              |
| D’ Steighofkomede                               | Willy Baur                                   | 1977      | Emil und die Detektive                                | Erich Kästner                              |
| Das schwäbische Heiratskarussell                | Paul Wanner                                  | 1976      | Sechse kommen durch die Welt                          | Hanisch                                    |
| Das Stuttgarter Hutzelmännlein                  | nach Eduard Mörike                           | 1975      | –                                                     | –                                          |
| Aufstand der Frauen                             | Paul Wanner                                  | 1974      | Der Froschkönig                                       | Carl Grund                                 |
| Der Spion von Aalen                             | Paul Wanner                                  | 1973      | Der gestiefelte Kater                                 | von Kaulla                                 |
| Der Pfeifer von Hardt                           | Horst Sieger                                 | 1972      | Zwerg Nase                                            | von Kaulla                                 |
| Die Weiber von Weinsberg                        | Paul Wanner                                  | 1971      | –                                                     | –                                          |
| Der Schneider von Ulm                           | Paul Wanner                                  | 1970      | –                                                     | –                                          |
| Revolution im Krähwinkel                        | nach Johann Nestroy                          | 1969      | –                                                     | –                                          |
| Der zerbrochne Krug                             | Heinrich von Kleist                          | 1967      | –                                                     | –                                          |
| Der Richter von Zalamea                         | Pedro Calderón de la Barca                   | 1966      | –                                                     | –                                          |
| Die Weiber von Schorndorf                       | Paul Wanner                                  | 1965      | –                                                     | –                                          |
| Der Baumeister Gottes                           | Paul Wanner                                  | 1964      | –                                                     | –                                          |
| Der Bettler vor dem Kreuz                       | Paul Wanner                                  | 1963      | –                                                     | –                                          |
| Der edle Kornett von Nürtingen                  | Hans Mistele                                 | 1957      | –                                                     | –                                          |
| Die Blutbibel von Nürtingen                     | Hans Mistele                                 | 1955      | –                                                     | –                                          |
| Die Grötzinger Kanonen                          | Hans Mistele                                 | 1954      | –                                                     | –                                          |